# Philip Powell Calvert
Philip Powell Calvert (* 29. Januar 1871; † 23. August 1961) war ein US-amerikanischer Entomologe, der sich insbesondere in der Ordnung der Odonata einen Namen gemacht hat.
Er war Professor an der University of Pennsylvania und Präsident der American Entomological Society von 1900 bis 1915. Seine Veröffentlichung Catalogue of the Odonata (dragonflies) of the Vicinity of Philadelphia, with an Introduction to the Study of this Group aus dem Jahre 1893 diente als Modell für regionale Insektenforschung und war einer der ersten Versuche, eine Übersicht über die Ordnung zu erstellen. Des Weiteren tätigte Calvert noch über 300 weitere Veröffentlichungen auf diesem Gebiet.
1918 wurde er zum Mitglied der American Philosophical Society gewählt.